# Computer Entertainment Rating Organization
Computer Entertainment Rating Organization (特定非営利活動法人 コンピュータエンターテインメントレーティング機構 Tokutei Hieiri Katsudō Hōjin Konpyūta Entāteinmento Rētingu Kikō) (CERO) er en organisation der vurderer computerspil og software i Japan, og angiver alders- og indholdsmærkning, der informere kunder om produktets natur og hvilken aldersgruppen det er tilegnet. Det blev grundlagt i juli 2002 som del af Computer Entertainment Supplier's Association, og blev officielt til en almennyttig organisation organisation i 2003.

## Aldersmærkning
| Ikon    | Svare til alderen | Eksempler                                                                        |
| ------- | ----------------- | -------------------------------------------------------------------------------- |
| CERO: A | Alle              | Dragon Ball Z: Burst Limit, Super Smash Bros. Brawl, Sonic Unleashed             |
| CERO: B | 12+               | Metroid Prime 2: Echoes, Burnout Paradise, Tales of Vesperia, Higurashi Daybreak |
| CERO: C | 15+               | Devil May Cry, Dissidia: Final Fantasy, Midnight Club: Los Angeles               |
| CERO: D | 17+               | Canis Canem Edit, Halo 3                                                         |
| CERO: Z | 18+               | Assassin's Creed, Dead Rising, Dark Sector, de fleste eroge-spil                 |

## Indholdsmærkning
| Ikon                        | Tilsvarende aldersvurdering |
| --------------------------- | --------------------------- |
| Kærlighed/Romance           |                             |
| Seksuelt indhold            |                             |
| Vold                        |                             |
| Gys                         |                             |
| Brug af alkohol eller tobak |                             |
| Pengespil                   |                             |
| Kriminalitet                |                             |
| Narkotiske stoffer          |                             |
| Grimt sprog or other        |                             |

## Tidligere symboler
Disse symboler blev benyttet tidligere.
| Synbol           | Aldersgrænse           |
| ---------------- | ---------------------- |
| Tilladt for alle | Tilladt for alle: Nu A |
| Tilladt for 12+  | 12+: Nu B              |
| Tilladt for 15+  | 15+: Nu C              |
| Tilladt for 18+  | 18+: Nu D e Z          |